# Дерюгин, Лев Николаевич
Лев Николаевич Дерюгин (1921—1988) — советский учёный, доктор технических наук, профессор, лауреат Государственной премии СССР.

## Биография
Тема докторской диссертации (защищена в 1954 году) — «Исследование электродинамических свойств ребристых поверхностей».
В 1954—1961 профессор кафедры радиопередающих и антенно-фидерных устройств МАИ.
Основатель и в 1961—1987 руководитель кафедры радиофизики Университета дружбы народов им. Патриса Лумумбы.
Похоронен на Ваганьковском кладбище.

## Награды и премии
- Премия АН СССР им. А. С. Попова (1965),
- Государственная премия СССР (1984).

## Из библиографии

### Статьи
- Расчёт критической частоты П- и Н-волноводов // Радиотехника. - 1948. - Т. 3, № 6. - С. 49-61.
- Отражение плоско-поляризованной волны от прямоугольной гребёнки // Радиотехника. - 1960. - Т. 15, № 2. - С. 15-26.
- Возможности, ограничения и проблемы развития планарной волноводной оптики (обзор) // Известия вузов СССР - Радиоэлектроника. - 1982. - Т. XV, № 2. - С. 4-20.
- Дерюгин Л. Н., Зимин Д. Б. Коммутационный метод управления лучом антенных решёток // Радиотехника. - 1964. - Т.19, № 3. - С. 25-33.
- Дерюгин Л. Н., Чекан А. В. Общая волноводная теория оптических анализаторов спектра типа многолучевых интерферометров // Оптика и спектроскопия. - 1969. - Т.XXVI, № 5. - С. 817—827.
- Дерюгин Л. Н., Марчук А. Н., Сотин В. Е. Излучение с плоского диэлектрического волновода // Известия вузов СССР-Радиоэлектроника. - 1970. - Т. XIII, № 3. - С. 309—316.
- Дерюгин Л. Н., Марчук А. Н., Сотин В. Е. Резонансное возбуждение плоского диэлектрического волновода через закритический слой плоской волной // Известия вузов СССР - Радиоэлектроника. - 1970. - Т.XIII, № 8. - C. 973—980.

### Учебные пособия
- Интегральная оптика / Л. Н. Дерюгин. - Москва : Машиностроение, 1978. - 56 с. : ил.
- Оптические волноводы : Тексты лекций / Л. Н. Дерюгин, В. А. Комоцкий. - Москва : УДН, 1981. - 63 с. : ил.